# Lech Kosiak
Lech Norbert Kosiak (ur. 18 kwietnia 1947 w Ayrshire w Szkocji) – polski technik, przedsiębiorca, w okresie Polski Ludowej działacz opozycji antykomunistycznej.

## Życiorys
W 1967 ukończył naukę w Technikum Mechaniczno-Elektrycznym w Toruniu. Następnie był zatrudniony w kilku zakładach pracy w Gdańsku, Bełchatowie i Kawęczynie. W 1980 uczestniczył w strajku w Energomontażu Północ (Elektrociepłownia Bełchatów). Był przewodniczącym Komisji Zakładowej NSZZ „Solidarność” Energomontażu Północ w Elektrociepłowni (EC) Kawęczyn. W listopadzie i grudniu 1980 pomagał strajkującym w Wyższej Oficerskiej Szkole Pożarniczej w Warszawie. Po ogłoszeniu stanu wojennego w 1981 stał na czele strajku w EC Kawęczyn. W styczniu 1982 został aresztowany, lecz zbiegł z konwoju. 21 maja 1982 Sąd Warszawskiego Okręgu Wojskowego skazał go za działalność antypaństwową na karę 1 roku i 6 miesięcy pozbawienia wolności w zawieszeniu na 4 lata. 8 lipca 1982 Izba Wojskowa Sądu Najwyższego w Warszawie uchyliła orzeczenie w zakresie warunkowego zawieszenia kary. Nie zgłosił się do odbycia kary i ukrywał się, ścigany listem gończym. Do 1983 działał konspiracyjnie jako kolporter prasy podziemnej. 28 marca 1983 został aresztowany. Zwolniono go na mocy amnestii 10 września 1983. Był uczestnikiem strajku w maju 1988 w Stoczni Gdańskiej im. Lenina, zaś w sierpniu 1988 w Gdańskiej Stoczni Remontowej. Był rozpracowywany przez Służbę Bezpieczeństwa. Łącznie spędził w więzieniach PRL około 3 lata. Po 1989 pracownik najemny oraz prowadził działalność gospodarczą.
Zaangażował się w działalność Komitetu Obrony Demokracji.

## Ordery i odznaczenia
- Krzyż Kawalerski Orderu Odrodzenia Polski (2008)
- Odznaka Zasłużony Działacz Kultury (2001)
- Krzyż Wolności i Solidarności (2016, odmówił przyjęcia)[2][3]